# 이미턴스
이미턴스(Immittance)는 전기공학 및 음향학, 특히 생체음향학과 속귀(내이)에서 전기 또는 음향 어드미턴스와 전기 또는 음향 임피던스의 결합된 측정을 설명하기 위해 사용되는 용어이다. 이미턴스는 1945년 H. W. 보드에 의해 처음 만들어졌으며 노드 또는 메쉬 네트워크의 전기적 어드미턴스 또는 임피던스를 설명하는 데 처음 사용되었다. 보드는 또한 "adpedence"라는 이름을 제안했지만 현재 이름이 더 널리 채택되었다. 생체음향학에서 이미턴스는 일반적으로 중이 내 소음 반향의 특성을 정의하고 중이 질환의 감별 진단을 지원하는 데 사용된다. 이미턴스는 일반적으로 시스템의 임피던스와 어드미턴스(전기 회로에서 전압 대 전류 비율 또는 그 반대, 음향 시스템에서 음압 대 체적 속도 또는 그 반대) 중 하나 또는 둘 다를 나타낼 수 있는 복소수이다.
이미턴스는 옴(Ω) 또는 음향 옴으로 측정되는 임피던스와 일반적으로 옴의 역수인 지멘스(S)로 측정되고 역사적으로 모스(℧)로도 측정되었던 어드미턴스에 모두 적용되므로 관련 단위가 없다.